# 1 Pułk Piechoty (Imperium Rosyjskie)
1 Newski pułk piechoty generała feldmarszałka hrabiego Lacy, obecnie Jego Królewskiej Mości Króla Hellenów (ros. 1-й пехотный Невский генерал-фельдмаршала графа Ласси, ныне Его Величества Короля Эллинов полк) – oddział piechoty okresu Imperium Rosyjskiego

## Charakterystyka
Sformowany 9 maja 1706 za panowania Piotra I Wielkiego. Nosił nazwy: Newski pp (1811–1833), Newski morski pułk piechoty (1833–1846), Jego Wysokości Króla Neapolitańskiego (1846–1859).
Stacjonował między innymi w m. Rosław.

 W przededniu I wojny światowej pułk etatowo posiadał cztery bataliony po cztery kompanie oraz kompanię tyłową. Kompania piechoty czasu wojny liczyła około 240 żołnierzy i 4–5 oficerów. Na szczeblu pułku występował także pododdział karabinów maszynowych (8 km), łączności (w tym 14 konnych gońców i 21 telefonistów) i zwiadowczy (64 zwiadowców, w tym 4 kolarzy). W sumie pułk liczył około 4000 żołnierzy.

W  lipcu 1914, na bazie zalążków wydzielonych z pułku, w ramach 2 fali mobilizacyjnej, sformowany został rezerwowy 221 Rosławski pułk piechoty.

1 pułk piechoty rozformowany został w 1918.

## Podporządkowanie
Lipiec 1914:
- 13 Korpus Armijny – Smoleńsk[11]
  - 1 Dywizja Piechoty – Smoleńsk
    - 1 Brygada Piechoty – Smoleńsk
      - 1 pułk piechoty – Rosław